# Гельвайлер
Гельвайлер (нем. Gehlweiler) — община в Германии, в земле Рейнланд-Пфальц. 
Входит в состав района Рейн-Хунсрюк. Подчиняется управлению Кирхберг.  Население составляет 240 человек (на 31 декабря 2010 года). Занимает площадь 4,50 км².

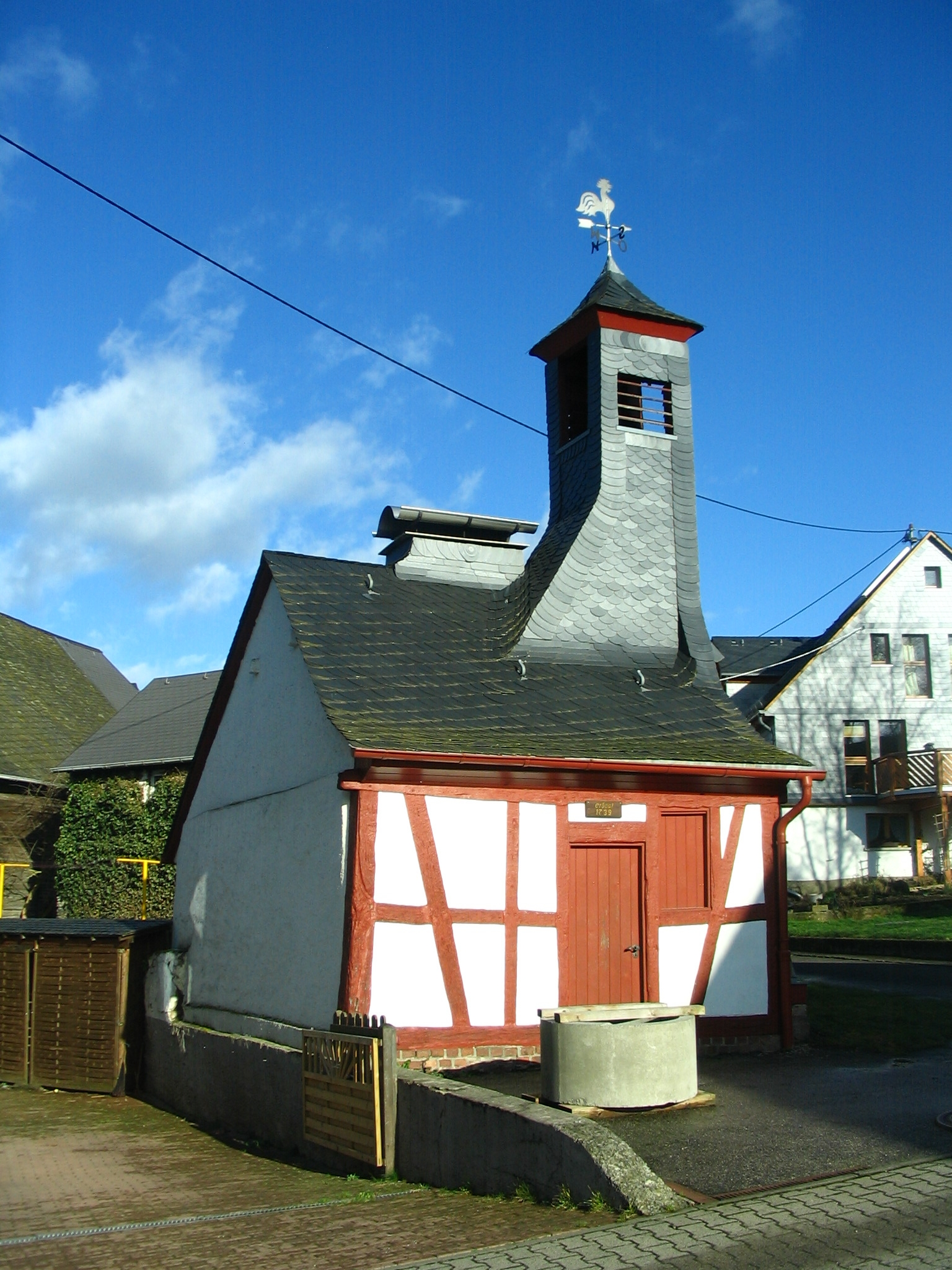
Гельвайлер

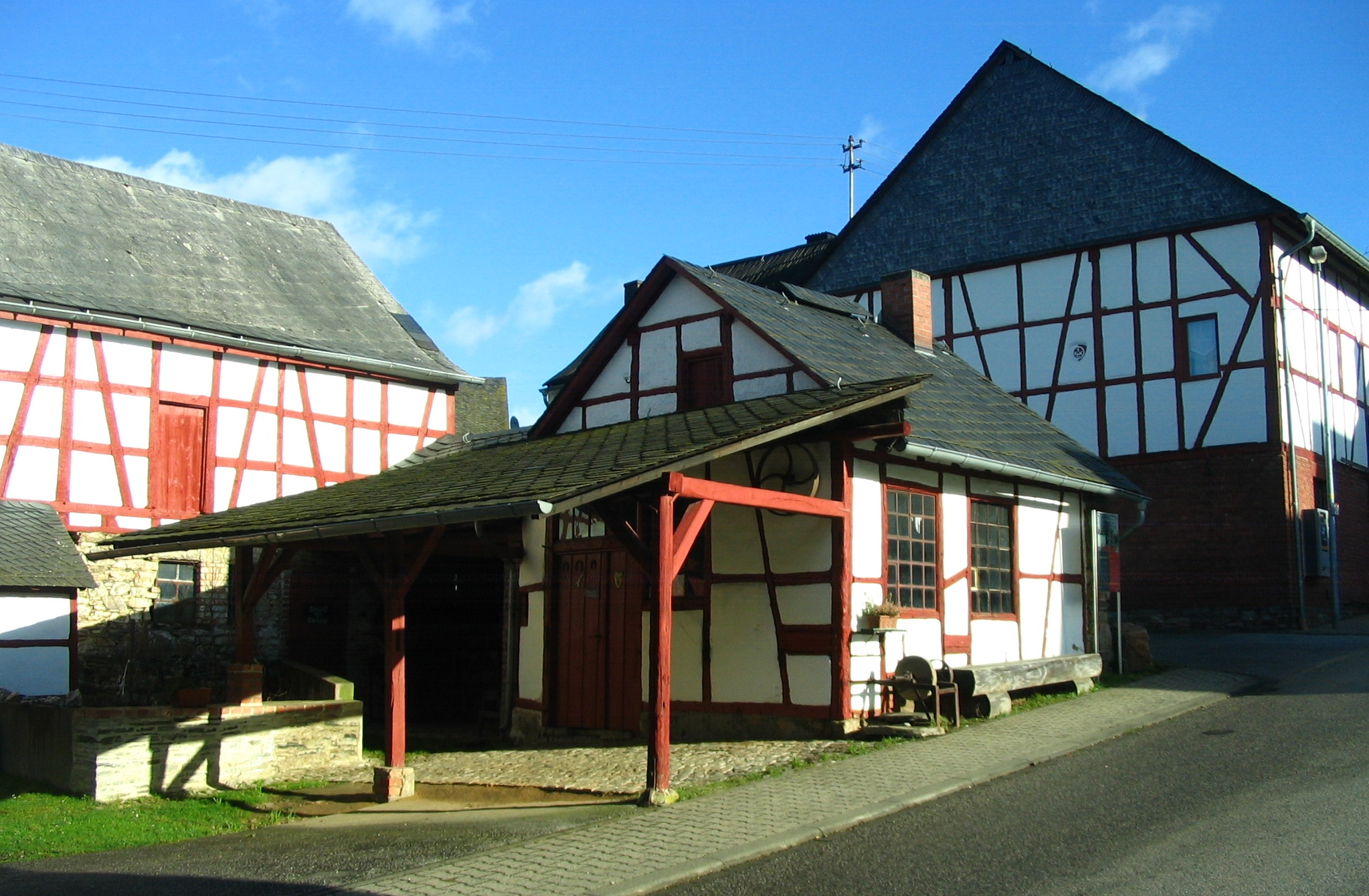
Гельвайлер